# Michael Rosing (skuespiller)
 For alternative betydninger, se Michael Rosing. (Se også artikler, som begynder med Michael Rosing)
Michael Rosing (19. februar 1756 – 12. oktober 1818) var en norsk-dansk skuespiller.

## Opvækst og uddannelse
Rosing blev født i Røros i Norge. Han mistede tidligt sin fader, og hans moder giftede sig 2. gang med købmand Møllmann i Trondhjem; denne satte Rosing i byens lærde skole, og 1775 blev han her fra dimitteret til Københavns Universitet. Efter studentereksamen var det hans hensigt at studere videre, og han begyndte også at gå til de filosofiske forelæsninger, men en heftig forelskelse i den unge skuespillerinde jomfru Johanne Cathrine Olsen drev ham hyppigere og hyppigere i teatret, og i foråret 1776 brød han over tvært med alle standsfordomme og meldte sig ved det Kongelige Teater, hvor han fra maj samme år antoges som syngeskolar.
Han må hurtig have gjort sig bemærket ved teatret, for året efter (3. maj) blev han fundet værdig til sammen med Frederik Schwarz, regissøren Niels Hansen og skuespilleren Jacob Arends at deltage i stiftelsen af "det dramatiske Selskab", en slags teaterskole efter den gensidige undervisnings princip. Først et halvt års tid senere fik Rosing sin debut på det Kongelige Teater som Orosman i Voltaires tragedie Zaire (6. oktober 1777); nogle dage forinden var han fremtrådt første gang i Christen Griffels ubetydelige rolle i Ludvig Holbergs Den stundesløse.
Året efter fik han fast ansættelse og ægtede 11. februar jomfru Olsen. Rosing havde mange begynderfejl, hans talestemme var svag af naturen og mangelfuldt uddannet, den var lige så uren og ru i sin thrønderske dialekt som fattig på afveksling og overgange, hans bevægelser var snart balletmæssig opstillede, snart umådeholdent krampagtige; betegnende for hans hele spillemåde er det råd, Christoffer Pauli Rose gav ham: "Glem ikke Mennesket for Helten".

## Selvudvikling som skuespiller
Ligesom i betragtningen af jomfru Olsen, Rosings daværende trolovede og senere hustru, stod også i henseende til Rosing selv Knud Lyne Rahbek og Peder Rosenstand-Goiske skarpt over for hinanden; den første fandt "største Anledning til at vente af ham en god tragisk Skuespiller", mens den anden mente, "at han ikke er født Aktør . . . og agerer invita Minerva". Schwarz traf sikkert det rette, da han som formand i "det dramatiske Selskab" i sin omtale af debuten overså begynderfejlene for Rosings "brændende Iver for sin Kunst", thi de første kunne afhjælpes, hvor viljen er tilstede, men den sidste aldrig tillæres i selv den bedste skole.
Og Rosing lod det ikke mangle på arbejde og flid, så det i løbet af få år lykkedes ham ikke blot at blive så fuldstændig herre over sin stemme, at den smidig bøjede sig efter de vekslende stemninger og med klarhed åbenbarede hans gemytsrigdom, men desuden at forstærke dens toner til malmets mandige fuldtonighed og at udvide dens omfang i storm som i stille. Så trofast gav han sig hen i sit arbejde, at han, for at få den særlig norske betoning fjernet af sin mund, i et par år ganske afholdt sig fra omgang med sine landsmænd, og denne vanskelige opgave lykkedes ham for så vidt, at den kende norskhed, der altid blev tilbage i hans tale, tog sig ud som et fortrin mere: den gav hans fremstillinger af
helte et eget præg af gammelnordisk kraft og folkeejendommelighed.

## Det dramatiske Selskab
Rosings norske fødsel gav sig til kende foruden i stemmens ruhed også i karakterens stejlhed: havde han for alvor sat sig noget for, var han utilgængelig for klogskabens stemme. Dette karaktertræk åbenbarede sig i dets fulde trodsighed i hans bestræbelser for at få sin ven K.L. Rahbek optaget i "det dramatiske Selskab". Kun få måneder efter sin debut foreslog Rosing i december 1777 at optage Rahbek, der da, 17 år gammel, havde skrevet et par dramaturgiske artikler i Almindenligt dansk Bibliothek, som æresmedlem, da lovene ikke tillod at optage ham som ordentligt medlem; Schwarz forstod med sagtmodig snildhed, skønt Rosings ufordragelige optræden mere indbød til at sætte hårdt mod hårdt, at afbøde stormen denne gang ved at vende Rosings tanker mod selskabets påtænkte opførelse af Johannes Ewalds Balders Død, hvor Rosing skulle spille Hother, en rolle ret efter hans hjerte.
Rosing fornyede dog snart anfaldet, og da lykkedes det ham at trænge Schwarz og andre besindige elementer ud af selskabet, Rahbek og med ham Pram optoges som "arbejdende" medlemmer, men sejrens glæde blev kun kortvarig: 7. december 1779 ophævedes "det dramatiske Selskab" ved kongelig kabinetsordre; vel trodsede de tilbageblevne medlemmer efter Rosings opfordring i nogen tid opløsningsordren ved at holde møder snart hos Rosings, snart hos Joachim Daniel og Marie Cathrine Preislers, men selskabet havde tabt sin betydning og døde snart en ubemærket død.

## Operaskuespiller
Måneden efter sin debut i Zaïre havde Rosing i Pierre-Alexandre Monsignys melodiøse syngestykke Kongen og Forpagteren som Richard, forpagteren, sin første syngespilrolle; hans behagelige tenorstemme i forbindelse med hans mandige borgerlighed indtog publikum, og Rosing fik snart et stort repertoire i syngespillet, ja han var blandt den del af teatrets personale, mod hvis optræden i tragedier og dramaer den italienske syngelærer Michel Angelo Potenza i den følgende sæson fik udvirket et kongeligt forbud til direktionen, da deres syngestemmer ikke kunne tåle at spille i disse.
Rosing var således ved et kongeord udelukket fra sit egentlige felt: tragedien, men han fandt i Syngespilrepertoiret, særlig efter at den "store" opera havde holdt sit indtog på den danske scene, anvendelse for sine tragiske evner både i lidenskabelig bevægede roller som Orpheus i Johann Gottlieb Naumanns Orpheus og Eurydice (1786) og i mandig myndige som Holger Danske i Kunzens opera (1789). Rahbek så skævt til disse roller, da de "begunstigede et Slags Balletspil, som i Forening med den fremmede Dragt klædte Rosing, for vel, og hvorved han gjorde for megen Lykke til ikke at fatte en Forkjærlighed derfor"; Rosing så i Rahbeks frygt kun et udslag af dennes "blinde Operahad, der kom af, at han var en Idiot i Musikken og ikke selv kunde skrive en Opera", og beviste i en række forskellige skuespilroller, at han ingenlunde i operaen havde tilsat sin dramatiske kraft. Tvært imod, på samme tid som Rosing var en fejret og måske nok en kende koket førstetenor – og det var han i mange år, endnu 1803 fik han Armand i De to Dage –, voksede han i det egentlige skuespil til en udmærket karakterskuespiller.

## Karakterskuespiller
Rosing havde tidlig vundet anerkendelse på det erotiske område og blev i årenes løb såalsidig, at ingen nuance i forelskelse eller variation af kærlighed var ham fremmed: han fremstillede med lige ægthed den kække elsker som den stille sværmer, den fyrige trriumfator som den inderlige tilbeder, han gengav med lige naturlighed den alvorlige trofasthed som den flygtige forliebelse, den hjertegrebne betagelse som den øjeblikkelige beruselse, og altid var han skøn og mandig.
Rosings kunstneriske ærgerrighed førte ham tidlig til de sammensatte karakterer; allerede 1778 udførte han med held i Emilia Galotti Marinelli, der under hofmandens glathed skjuler en hensynsløs ondsindethed; senere fremstillede han med djævelsk ondskab, uden dog at falde ud af den naturlige konversationstone, hykleren Joseph Surface i Bagtalelsens Skole (1784), i Menneskehad og Anger (1790) lykkedes det ham som den krænkede ægtemand at forene en dyb menneskeforagt med en ophøjet sjælsro, og som grev Gert i Levin Christian Sanders Niels Ebbesen (1797) nåede han sit højdepunkt som karakterskuespiller: han formåede her ikke alene gennem sin mørktfarvede tale og tankerige pauser at åbenbare sjælens dybeste hemmeligheder, men den vældige myndighed, den åndsstore personlighed, der omgav hans skikkelse og fremtræden, kastede stråleglans over på modstanderen, Niels Ebbesen, og løftede ved sit fald denne op til den rette nationalhelt.

## Modgang
Rosing, der længtes mod et større og bedre repertoire, arbejdede på at få først Shakespeare og senere Schiller indførte på det danske teater, men hans begejstring løb Gang efter gang panden mod direktionens ligegyldighed og publikums modesmag for Kotzebues følsomhed og August Wilhelm Ifflands borgerlighed. I foråret 1800 indgik Rosing sammen med teatrets anden instruktør, Frederik Schwarz, – Rosing var til tak for sit arbejde i syngestykkerne ved overhofmarskal Christian Frederik Numsens indflydelse 1788 blevet udnævnt til instruktør, endog med anciennitet fra 1786 – med en forestilling til direktionen, i hvilken de, da "de havde bemærket Modestykkernes meget skadelige Virkning paa Aktionens Sandhed og rette Aand", rådede til, at "disse Stykker ikke bleve for ofte givne". Direktionen indså vel det berettigede i anken, men kunne ikke beslutte sig til at træde resolut op, og Kotzebue vedblev endnu i adskillige år at beherske den danske scene.
Det blev ikke Rosing forundt at betræde det tragediens forjættede land, mod hvilket han så inderlig havde længtes. Ved juletid 1804 paadrog han sig ved som Antonius i Octavia at fremtræde med nøgne arme et voldsomt anfald af gigt; en ufrivillig svømmetur i Esrum Sø sommeren efter gjorde ondet værre, men Rosing, hård og viljestærk, var ikke let at bøje: han vedblev sin teatergerning; dog gigtanfaldene blev hyppigere og stærkere, og da Oehlenschlägers Hakon Jarl 30. januar 1808 endelig nåede frem til opførelse, var Rosing noget nær en værkbruden, og han, hvis "hele dramatisk-poetiske Figur" efter Oehlenschlägers egne ord havde stået model for Hakon Jarl, måtte nøjes med efter stykket at fremsige epilogen Bragi.
14 dage senere spillede Rosing Nelcour i Alexis, hvis titelrolle udførtes af hans datter Wilhelmine Emilie Rosing. Den aften sluttede i virkeligheden Rosings kunstnerliv, han nærede vel selv endnu i nogen tid håb om genoptræden, som Harald Blåtand i Palnatoke, men håbet opfyldtes ingen sinde, og Rosing måtte nøjes med sin instruktørgerning ved det Kongelige Teater og sin lærer- og inspektørvirksomhed ved den 1804 oprettede dramatiske skole, men ingen af disse virksomheder optog ham stærkt, og sygdommen bandt ham snart til hjemmet, hvor han plejedes kærlig og omhyggelig af sin hustru. Endnu viste Rosing sig dog 2 gange for publikum ved sine beneficeforestillinger, begge gange siddende: første gang, 5. december 1812, fremsagde han med sin gamle ildfuldhed en prolog af Oehlenschläger, sidste gang, 4. november 1815, udførte han Auden i Hakon Jarl, men da var hans kraft brudt. Som levende død sad Rosing endnu nogle år hen, indtil døden 12. oktober 1818 endte hans hårde, årelange lidelser.

## Skriftlig virksomhed
Rosing har oversat nogle stykker til det Kongelige Teater, ligeledes udgav han en oversættelse af Hérault de Séchelles’ Om Deklamationen; han forsynede denne med en del anmærkninger, hvori han, der 1788 sammen med Preisler og Peter Rasmussen Saabye havde besøgt tyske og franske teatre, advarede mod den direkte efterligning af de udenlandske storheder.
Nogle dagbogsoptegnelser fra den nævnte rejse er offentliggjorte i Rahbeks Dramaturgiske Samlinger.